# Phoebe hui
Phoebe hui är en lagerväxtart som beskrevs av Cheng och Yang. Phoebe hui ingår i släktet Phoebe och familjen lagerväxter. Inga underarter finns listade i Catalogue of Life.